# Hephthemimeres
Hephthemimeres (altgriechisch ἑφθ' ἡμίσεα μέρη, lateinisch caesura semiseptinaria, ‚sieben halbe Teile‘, nämlich halbe Versfüße) ist in der antiken Verslehre eine Zäsur nach dem siebten Halbfuß eines Verses, also im vierten Versfuß. Zum Beispiel im Hexameter
—◡◡.—◡◡.—◡◡.— ‖ ◡◡.—◡◡.—×
und im jambischen Trimeter:
◡—.◡—.◡—.◡ ‖ —.◡—.◡—
Die Hephthemimeres tritt beim Hexameter zumeist gemeinsam mit einer Trithemimeres nach dem dritten Halbfuß als Nebenzäsur auf, hier mit  |  markiert:
—◡◡.— | ◡◡.—◡◡.— ‖ ◡◡.—◡◡.—×
So auch in diesem Vers von Catull:
E̱umenide̱s, |  quibus a̱nguino̱  ‖  redimi̱ta capi̱llo

—◡◡.— | ◡◡.—◡◡.— ‖ ◡◡.—◡◡.—◡
sowie dieser Nachbildung des Hexameters von Hölderlin:
Fre̱ilich wo̱hl!  |  Das Gebu̱rtsland i̱sts, ‖  der Bo̱den der He̱imat, […]

—◡.— | ◡◡.—◡— ‖ ◡—◡◡—◡
Das Metrum im deutschen Hexameter kann mit Doppelkürze (◡◡, daktylisch) oder kurzer Silbe (◡, trochäisch) realisiert werden.
Oder bei Goethes Reineke Fuchs:
No̱bel, der Kö̱nig, versa̱mmelt den Ho̱f;  ‖  und se̱ine Vasa̱llen […]

—◡◡.—◡◡.—◡◡— ‖ ◡—◡◡—◡